# Сибирский солнечный радиотелескоп
Сибирский солнечный радиотелескоп (ССРТ) — один из крупнейших астрономических инструментов, включен в перечень уникальных установок России, находится на территории Радиоастрофизической обсерватории «Бадары», принадлежащей ИСЗФ СО РАН.

## Описание
Строительство телескопа началось в 1974 году. Окончательный ввод в эксплуатацию был осуществлен в августе 1984 года. Находится в Тункинской долине между хребтами Восточных Саян и Хамар-Дабан в 220 км от Иркутска. Радиотелескоп представляет собой крестообразный радиоинтерферометр, состоящий из двух линий параболических антенн по 512 в каждом луче, ориентированных в направлениях восток-запад и север-юг. Антенны имеют диаметр 2,5 м и установлены на равном расстоянии в 4,9 м друг от друга.
На момент создания ССРТ, он не имел мировых аналогов, так как считалось, что получение изображения Солнца с 256 антенн — трудноразрешимая задача. Авторский коллектив создателей телескопа был удостоен премии Правительства РФ в области науки и техники за 1996 год.
Радиотелескоп предназначен для изучения солнечной атмосферы в микроволновом диапазоне (5,7 ГГц) в интенсивности и круговой поляризации. Проводящиеся наблюдения дают важную информацию как о солнечных активных областях, происходящих в них вспышечных явлениях, выбросах корональной массы, так и сведения о «спокойных» объектах на Солнце, таких как корональные дыры, яркие корональные точки, волокна.
- Фотографии
- ССРТ
- Туннель под ССРТ
- Радиоинтерферометр с малой базой